# Pobřežní moře

Pobřežní moře

Jako pobřežní moře nebo pobřežní vody (jiné názvy: teritoriální vody, výsostné vody) se v mořském právu označuje pásmo mořských vod, které přiléhá k pevninskému území a vnitřním vodám pobřežního státu, v případě souostrovního státu k jeho souostrovním vodám. Šíře pobřežního moře může být maximálně 12 námořních mil (22,224 km), měřeno od základní linie, za kterou je považována mez nejzazšího odlivu, vyznačená na úředních mapách daného státu. O šíři ale existují spory a některé státy uplatňují i větší šíři pobřežních vod, až 200 námořních mil. Na výsostné vody navazuje přilehlá zóna a výlučná ekonomická zóna.
V pásmu pobřežního moře disponují pobřežní státy rozsáhlou suverenitou na úrovni mezinárodního práva. Až na jednu výjimku jsou jejich kompetence shodné s výkonem svrchovanosti na pevnině. Touto výjimkou je povinnost umožnit pokojně a bez poplatků proplout pobřežním mořem všem subjektům mezinárodního práva. Pobřežní stát může v zájmu bezpečné plavby a ochrany životního prostředí přijmout zvláštní právní předpisy a v pobřežním moři stanovit plavební koridory.
Právní status pobřežních vod zakotvuje Úmluva Organizace spojených národů o mořském právu ze dne 10. prosince 1982 uzavřená v Montego Bay na Jamajce. Předtím byl dán Úmluvou o pobřežních vodách a pásmu přilehlém z roku 1958.